# Публій Корнелій Лентул Марцеллін (квестор 48 року до н. е.)
Публій Корнелій Лентул Марцеллін (лат. Publius Cornelius Lentulus Marcellinus, близько 79 до н. е. —після 48 до н. е.) — політичний та військовий діяч Римської республіки.

## Життєпис
Походив з патриціанського роду Корнеліїв Лентулів. Син Гнея Корнелія Лентула Марцелліна, консула 56 року до н. е. У 50 році до н. е. обіймав посаду монетарія. У 48 році до н. е. стає квестором Гая Юлія Цезаря. Тоді ж очолив IX легіон, керував обороною частини укріплень під Діррахієм. Під час його хвороби Гней Помпей атакував, завдавши серйозних втрат. Про подальшу долю немає відомостей.

## Родина
- Публій Корнелій Лентул Марцеллін, консул 18 року до н. е.